# Damn the Torpedoes
| Recensione              | Giudizio            |
| ----------------------- | ------------------- |
| AllMusic                | [ 3 ]               |
| Robert Christgau        | B+                  |
| Sputnikmusic            | 4.0 (Excellent)     |
| Piero Scaruffi          | [ 6 ]               |
| Ondarock                | (Disco consigliato) |
| Dizionario del Pop-Rock | [ 8 ]               |
| 24.000 dischi           | [ 9 ]               |

Damn the Torpedoes è il terzo album di Tom Petty and the Heartbreakers, pubblicato nell'ottobre del 1979, primo album per l'etichetta discografica Backstreet Records.

## Il disco
L'album ha ottenuto all'uscita un notevole successo commerciale, raggiungendo il 2º posto nella classifica di Billboard, dove è rimasto per 7 settimane dietro a The Wall dei Pink Floyd. È considerato tra i più significativi lavori di Tom Petty. Nel 2003, il disco si classificò alla posizione numero 313 su Rolling Stone nella lista dei 500 migliori album di tutti i tempi.
Il titolo è una citazione dell'ammiraglio statunitense della guerra di secessione David Farragut:
(David G. Farragut)
Nel 2010 è stata pubblicata una versione deluxe in 3 formati: doppio CD, doppio LP e BluRay.

## Tracce
Edizione originale
Brani composti da Tom Petty, eccetto dove indicato.
Lato A
1. Refugee – 3:21 (Tom Petty, Mike Campbell)
2. Here Comes My Girl – 4:33 (Tom Petty, Mike Campbell)
3. Even the Losers – 3:35
4. Shadow of a Doubt (A Complex Kid) – 4:53
5. Century City – 3:40

Lato B
1. Don't Do Me Like That – 2:40
2. You Tell Me – 4:32
3. What Are You Doin' in My Life? – 3:25
4. Louisiana Rain – 4:46

Edizione doppio CD (deluxe) del 2010, pubblicato dalla Geffen Records (0602527486345)
CD 1
1. Refugee – 3:22 (Tom Petty, Mike Campbell)
2. Here Comes My Girl – 4:26 (Tom Petty, Mike Campbell)
3. Even the Losers – 3:59 (Tom Petty)
4. Shadow of a Doubt (A Complex Kid) – 4:25 (Tom Petty)
5. Century City – 3:44 (Tom Petty)
6. Don't Do Me Like That – 2:43 (Tom Petty)
7. You Tell Me – 4:34 (Tom Petty)
8. What Are You Doin' in My Life? – 3:26 (Tom Petty)
9. Louisiana Rain – 5:52 (Tom Petty)

CD 2
1. Nowhere – 3:39 (Tom Petty) – Registrato al Sound City Studio di Van Nuys, California
2. Surrender – 3:27 (Tom Petty) – Registrato al Sound City Studio di Van Nuys, California
3. Casa Dega – 3:36 (Tom Petty, Mike Campbell) – Registrato al Sound City Studio di Van Nuys, California ed al Cherokee Studios di Hollywood, CA
4. It's Raining Again – 1:32 (Tom Petty) – Registrato al Sound City Studio di Van Nuys, California
5. Shadow of a Doubt (A Complex Kid) (Live) – 4:42 (Tom Petty) – Registrato dal vivo il 6 marzo 1980 al Hammersmith Odeon di Londra, Inghilterra
6. Don't Do Me Like That (Live) – 2:50 (Tom Petty) – Registrato dal vivo il 6 marzo 1980 al Hammersmith Odeon di Londra, Inghilterra
7. Somethin' Else (Live) – 2:29 (Sharon Sheeley, Bob Cochran) – Registrato dal vivo il 6 marzo 1980 al Hammersmith Odeon di Londra, Inghilterra
8. Casa Dega (Demo) – 3:33 (Tom Petty, Mike Campbell) – Registrato al Shelter Studios di Los Angeles, California
9. Refugee (Alternate Take) – 4:32 (Tom Petty, Mike Campbell) – Registrato al Sound City Studio di Van Nuys, California

## Formazione
Hanno partecipato alle registrazioni secondo le note dell'album:
Tom Petty and the Heartbreakers
- Tom Petty – voce, chitarra a sei e dodici corde, armonica
- Mike Campbell – chitarra a sei e dodici corde, chitarra slide
- Benmont Tench – pianoforte, organo, harmonium
- Ron Blair – basso
- Stan Lynch – batteria, percussioni

Altri musicisti
- Donald "Duck" Dunn – basso in You Tell Me
- Jim Keltner (non accreditato) – percussioni in Refugee

Tecnici
- Jimmy Iovine – produzione
- Tom Petty – produzione
- Shelly Yakus – ingegneria del suono
- John Mathias – assistente ingegneria del suono
- Thom Panunzio – assistente ingegneria del suono
- Gray Russell – assistente ingegneria del suono
- Skip Saylor – assistente ingegneria del suono
- Tori Swenson – assistente ingegneria del suono
- Greg Calbi – mastering

## Classifiche
| Classifica (1980-2021)      | Posizione massima |
| --------------------------- | ----------------- |
| Australia (ARIA)            | 15                |
| Canada (RPM magazine)       | 2                 |
| Grecia                      | 46                |
| Stati Uniti (Billboard 200) | 2                 |
| Regno Unito (Albums Charts) | 57                |